# Аналогова інтегральна схема
Аналогова інтегральна схема — мікроелектронний пристрій виготовлений на напівпровідниковому кристалі чи плівці та розташована в нерозбірному корпусі, при цьому являє собою набір мініатюрних електронних аналогових схем, сформованих на напівпровідниковому матеріалі в єдиному технологічному процесі.
Електронні схеми поділяються на два класи — аналогові та цифрові. Схеми першого типу призначені для обробки аналогових сигналів, схеми другого типу — для роботи з цифровим сигналом. Цифрові електронні схеми поступово витісняють аналогові навіть із областей традиційного застосування, наприклад, у телебаченні.
Цифровий або дискретний сигнал отримують, квантуючи аналоговий. Передача й зберігання сигналу в цифровому вигляді надійніша, незважаючи на часткове спотворення сигналу при дискретизації.

## Аналогова електроніка
Прикладом аналогового приладу є аналоговий тип радіоприймача. Аналогова електроніка потребує різноманітних електронних схем: генераторів, підсилювачів, модуляторів та демодуляторів. Радіоприймач отримує від антени модульований електричний сигнал широкого набору частот. Він фільтрує сигнал, виділяючи певну частоту, підсилює його, демодулює, перетворює в сигнал частоти звукового діапазону й передає на динамік для відтворення звуку.
Схеми аналогових приладів зазвичай будуються із стандартних блоків, які виконують певну функцію. Кількість розроблених аналогових схем величезна — від окремих елементів, до схем, що включають тисячі елементів.

## Аналогові схеми
- Операційні підсилювачі.
- Компаратори.
- Генератори сигналів.
- Фільтри (у тому числі на п'єзоефекті).
- Аналогові помножувачі.
- Аналогові атенюатори і регульовані підсилювачі
- Стабілізатори джерел живлення : стабілізатори напруги і струму.
- Мікросхеми управління імпульсних блоків живлення,
- Перетворювачі сигналів.
- Схеми синхронізації.
- Різні датчики (температури та ін.)

Одним з перших публічно сформулював першочергові завдання інтегральної аналогової схемотехніки Роберт Відлар: пошук способів компенсації температурного дрейфу, технологічного розкиду параметрів компонентів, і
створення стабільних джерел напруг і струмів. Відлар був по-своєму правий, вважаючи продаж аналогових схем особливим мистецтвом: мало було випустити продукт, треба було скласти й опублікувати рекомендації по його застосуванню та донести їх до колег — інженерів, учених і замовників.

## Аналогова схемотехніка до Відлара
Перші серійні мікросхеми Fairchild Semiconductor вийшли на ринок влітку 1962 року. Головний розробник компанії Гордон Мур зробив ставку на логічні схеми, так як вважав, що тільки вони можуть бути зроблені з прийнятною вартістю та надійністю. Аналогові схеми були більш чутливі до відхилень в технології, тому вихід придатних аналогових схем був заборонно низький. Три аналогові мікросхеми, випущені Fairchild в 1963 році для військових замовників, становили мізерну частку у виробничій програмі компанії.
Ці підсилювачі були спроектовані так, як проектувалися схеми на дискретних компонентах. У «звичайній» електроніці активні прилади (транзистори і лампи) були дорогі, а пасивні (резистори, конденсатори, невеликі індуктивності) — дешеві, причому ціна резистора практично не залежала від величини його опору. Планарний процес обмежив вибір схемотехніка до біполярних транзисторів npn-типу, діодів, і резисторів середніх номіналів (сотні або тисячі Ом). Вартість такого резистора, похідна від займаної ним площі, була порівнянна з вартістю базового транзистора. За межами цього діапазону площа та вартість резистора різко зростали, резистор в 150 кОм вважався нереалізованим, оскільки займав більшу частину типового кристала мікросхеми. Разом з площею резистора росла і його паразитна ємність, яка обмежувала частотний діапазон схеми.
Паразитні ємності і струми витоку транзисторів були також неприйнятно великі. Створення ємностей понад декілька десятків пікофарад і будь-яких індуктивностей було і зовсім неможливо. При цьому традиційна схемотехніка ніяк не використовувала унікальні властивості інтегральних транзисторів — ідентичність умов їх роботи (температура і пов'язані з нею параметри) та ідентичність профілів легування всіх приладів на кристалі.
Вузли електронних схем, що використовують ці властивості, тільки належало винайти. Проектування «за старим звичаєм» в таких умовах було приречене на невдачу: аналогові мікросхеми «нульового покоління» програвали схемами на дискретних компонентах і в надійності, і в частотному діапазоні, і в споживаної потужності, при ціні від сотень до 20 тисяч доларів за штуку.
Відлар не схвалював стратегію Мура та захоплення цифровою технікою взагалі: «кожен ідіот здатний рахувати до одного». Він зосередився на створенні нової схемотехніки, повністю використовує переваги планарної технології: «Навіть не намагайтеся імітувати дискретні компоненти в кремнії». З часом ця «теорема Відлара» трансформувалася в основне правило аналогової схемотехніки: «Скрізь, де це можливо — замінювати пасивні компоненти на транзистори». Але одного володіння мистецтвом схемотехніки було мало: щоб знайти працездатні рішення, Відлару потрібний доступ на дослідне виробництво. Потрібно було налагодити на практиці виробництво «високовольтних» епітаксійних транзисторів, бічних транзисторів та інших компонентів, що не існували в вигляді дискретних приладів.

## Операційні підсилювачі (ОП) першого покоління (1964—1965)
| Еволюція операційних підсилювачів Відлара першого покоління                                                       | Еволюція операційних підсилювачів Відлара першого покоління                        | Еволюція операційних підсилювачів Відлара першого покоління                         |
| --- | ---------------------------------------------------------------------------------- | ----------------------------------------------------------------------------------- |
| |                                                                                    |                                                                                     |
| Початок 1964. Дискретний прототип Кольором позначені компоненти, які було недоцільно реалізовувати на кристалі ІС | Жовтень 1964. Серійний μA702 Кольором позначені оригінальні схемні рішення Відлара | Листопад 1965. Серійний μA709 Кольором позначені оригінальні схемні рішення Відлара |

Відлар взяв за основу схему транзисторного ОП з трьома каскадами посилення напруги і замінив високоомний емітерний резистор вхідного каскаду на струмове дзеркало, а ємності частотної корекції — на єдину зовнішню ємність. Він розробив і налагодив на дослідних кристалах схему сполучення вхідного диференціального каскаду з однотактним другого каскаду без втрати посилення і схему зсуву рівнів на транзисторах одного типу провідності. У травні 1964 року дослідний зразок, виготовлений Телбертом, продемонстрував рекордну для свого часу смугу пропускання в 25-30 МГц. Схема, вперше в світі, використовувала тільки кремнієві дифузійні резистори і транзистори — від використання ненадійних плівкових резисторів Відлар відмовився.
Якщо μA702 був першим інтегральним ОП, то μA709A став першим масовим ОП, «типовим видом» першого
покоління аналогових мікросхем. Незважаючи на «дитячі хвороби» μA709, усунення яких зайняло півроку і завершилося переходом на вдосконалений μA709A, продажі були виключно успішні. Вже до кінця 1965 року продажі аналогових схем склали 40 % виручки Fairchild, компенсуючи відставання
компанії на ринку логічних схем. μA709 став стандартним ОП ВПК США, а потім, у міру зниження ціни, завоював і цивільний ринок.
Наступним за μA709 були розроблені Відларом швидкісні компаратори μA710 і μA711 і прецизійна транзисторна двійка μA726. Fairchild не продавала ліцензії на винаходи Відлара, але і не перешкоджала їх копіюванню конкурентами, і до 1967 року клони μA709 випускали Motorola, Texas Instruments, Philco, ITT та Westinghouse. У 1970 році випуск всіх версій 709 оцінювався від 20 до 30 мільйонів штук на рік.

## Операційні підсилювачі (ОП) другого покоління (1966—1970)
У 1967 році Відлар розробив операційний підсилювач LM101 — перший ОП другого покоління. Його структурна схема стала основою для всіх наступних універсальних ОП. Активні навантаження забезпечили LM101 більші, ніж у попередників, коефіцієнти посилення кожного каскаду, а вхідні емітерні повторювачі, навантажені на диференціальний каскад на pnp-транзисторах — широкий діапазон допустимих вхідних напруг і малі струми зміщення. Коефіцієнт посилення по постійному струму досяг 500 тис. проти 50-100 тис. у підсилювачів першого покоління. Вхідний каскад був захищений від високих напруг, вихідний каскад мав повноцінний захист від короткого замикання. Головна ж відмінність від попередників полягала у використанні двох, а не трьох, каскадів посилення напруги (саме двокаскадна схема і стала «родовою ознакою» другого покоління ОП. Як наслідок, LM101 був гарантовано стійкий при використанні єдиної зовнішньої корегуючої ємності всього в 30 пФ.
Відлар скоїв стратегічну помилку, не спробувавши «упакувати» цю ємність на кристал ОП. Рік потому
пробіл заповнили конкуренти з Fairchild, випустивши μA741 — клон LM101 c внутрішньою частотною корекцією.
Саме ця мікросхема і завоювала ринок універсальних ОП, відтіснивши LM101 на узбіччя. Ринок зволів
простоту використання μA741 гнучкості і настроюваності відларівських схем.
У 1968—1969 роках Відлар і Телберт винайшли і відладили у виробництві нові активні прилади — «супер-бета-транзистори» (біполярні npn-транзистори з надтонким шаром бази і коефіцієнтом підсилення понад тисячу), багатоколекторний біполярний транзистор і епітаксиальний польовий транзистор (англ. epiFET). У лютому 1969 вийшов розроблений Відларом за участю Квамме LM108 -перший операційний підсилювач на супер-бета-транзисторах. У грудні 1969 року National випустила новий ОП Відлара і Добкіна, LM101A — функціональний еквівалент LM101 на новій елементній базі, а в 1970 році вийшла його версія з вбудованою корегуючою ємністю — LM107. Новий, шестимасочний технологічний процес Телберта дозволив вперше реалізувати на одному кристалі і пінч-резистори, і польові транзистори, і супер-бета-транзистори, і бічні pnp-транзистори з коефіцієнтом посилення по струму понад 100. Кількість транзисторів, «обслуговуючих» джерела струму LM101A, було зменшено за рахунок використання багатоколекторних npn-транзисторів.
Вхідний опір ОП, без складених транзисторів на вході, вперше перевищив 1 МОм.

## Інтегральні стабілізатори напруги (1966—1970)
| Стабілізатори напруги Відлара | Стабілізатори напруги Відлара | Стабілізатори напруги Відлара            |
| ----------------------------- | ----------------------------- | ---------------------------------------- |
|                               |                               |                                          |
| Бандгап Відлара               | LM100 з типовою обв'язкою     | LM 109 — перший трививідний стабілізатор |

У 1966 році National Semiconductor випустила розроблений Відларом LM100 — перший в історії інтегральний стабілізатор напруги. LM100 дозволяла стабілізувати напруги від 2 до 30 В з сукупною помилкою у військовому діапазоні температур (від -55 до +125 °C) не більше 1 %. Джерелом опорної напруги виступав стабілітрон на 6.3 В, регулюючим елементом — відносно малопотужний складений транзистор, тому на практиці LM100 використовувався не як закінчений стабілізатор, а як схема управління зовнішнім силовим транзистором. Попит перевершив найоптимістичніші очікування.
Замовники вимагали зробити наступний крок і об'єднати схему управління і силовий транзистор на одному кристалі, упакувавши повноцінний стабілізатор в корпус з трьома виводами: вхід, вихід і загальний.
Виробництво LM109, першого в світі інтегрального трьохвиводного стабілізатора на напругу +5 В, прямого попередника більш знаменитого (і менш точного) uA7805, почалося в першій половині 1970 року. Нова мікросхема відрізнялася від LM100 не тільки граничними значеннями струму і потужності та зручністю застосування, але і тим, що джерелом опорного напруги в ньому служив не стабілітрон, а так званий бандгап Відлара — транзисторне джерело опорної напруги, приблизно рівної ширині забороненої зони кремнію (близько 1,2 В). Принцип дії бандгапа сформулював ще в 1964 році Девід Хілбібер, але першу практичну схему, що працює на цьому принципі, спроектував саме Відлар. Першою мікросхемою з вбудованим бандгапом і стала LM109, а в 1971 році за ним пішла LM113 — двухвивідний «прецизійний діод» (англ. reference diode) на бандгапі Відлара. Заміна «високовольтного» (близько 6 В) стабілітрона на низьковольтний (1,2 В) бандгап зробила
можливим створення економічних стабілізаторів на низькі вихідні напруги (3,3 B, 2,5 B і нижче) і підсилювачів з низьковольтним живленням (від 1,1 В), проте в 1969 році ця ніша ще не була затребувана промисловістю.
Першою областю масового застосування бандгапів, крім ІС стабілізаторів напруги, стали ранні інтегральні аналого-цифрові і цифро-аналогові перетворювачі.
У 1976 році компанія випустила LM10 — мікропотужний операційний підсилювач і джерело опорної напруги, здатний працювати при напрузі живлення від 1,1 до 40 В, — перший ОП, повністю придатний для роботи від єдиного гальванічного елемента на 1,4 В. За ним пішов LM11 — прецизійний біполярний ОУ, розрахований на електрометричні вимірювання. У 1987 році Відлар запустив у виробництво перший у своєму роді потужний (10 А, 80 Вт) операційний підсилювач LM12.

## Використання
Аналогові інтегральні схеми використовуються, як підсилювачі, генератори гармонічних сигналів, детектори, фільтри.